# Max Buchon
Pour les articles homonymes, voir Buchon.
 (30 juillet 2012).
Joseph-Maximin Buchon, dit Max Buchon, né le 8 mai 1818 à Salins (Jura) où il est mort le 14 décembre 1869, est un poète, romancier et traducteur français.

## Biographie
Son père, Jean-Baptiste Buchon, cesse son activité de capitaine de l'armée en 1816 et s'installe sur les terres agricoles familiales dont il hérite à Salins-les-Bains. Jeanne-Louise Pasteur, qu'il épouse en 1815, vient d'une famille de vignerons et propriétaires terriens du village de Vuillafans. Ils auront ensemble sept enfants qui mourront presque tous en bas âge. En effet, ne survit avec Max que sa sœur Marie-Louise. Jeanne-Louise Pasteur décède en 1832 et il semble que Max soit proche de cette famille maternelle puisqu'il dédie En province, scènes franc-comtoises (1858) à ses oncles Pasteur de Vuillafans.
En 1830 ou 1832, Max Buchon commence son enseignement au petit séminaire d'Ornans et rencontre Gustave Courbet chez lequel (alors habitant Ornans) le poète paraît se rendre régulièrement. Les Courbet et les Buchons ont des origines sociales similaires (toutes deux implantées depuis longtemps dans la région et propriétaires terriennes voire bourgeoises) et seraient lointainement cousines. Il est possible qu'il rencontre à cette même période Armand Barthet.
Élève supposément médiocre, Jean-Baptiste Buchon scolarise son fils au collège jésuite de Saint-Michel à Fribourg, en Suisse. De 1834 à 1837, durant ses études qui marquent son ouverture à la culture germanique, Max y retrouve de nombreux Francs-Comtois, et se lie d'amitié avec quelques Suisses, dont Alexandre Daguet, lequel l'épaulera durant sa période d'exil. L'enseignement classique, humaniste et rigoriste forgera chez lui un « anticléricalisme forcené », ainsi qu'un certain ressentiment à l'égard des Jésuites.
De retour à Salins en 1837 et bénéficiant des rentes de sa mère, Buchon se lance dans la littérature. Il renoue avec Courbet et fait imprimer chez Louis Saint-Agathe (avec lequel il entretient des accointances socialistes) en 1839 son premier recueil de poèmes accompagnés de lithographies de celui qui deviendra la chantre du réalisme. Ce recueil, Essais poétiques, empreint de maladresses romantiques, dénote à la fois la jeunesse de Buchon et de Courbet, mais aussi leur amitié fraternelle.
L'argent de sa défunte mère lui permet également de voyager. À 22 ans, il traverse la Suisse pour rejoindre l'Italie, sac sur le dos ; puis retourne à Fribourg en 1841  afin de retrouver une amourette de jeunesse et « car  [il] aime vos grandes montagnes». Déçu par  la présence d' « épiciers, députés et académiciens » dont le « contact a seulement vénalisé d'une hideuse façon vos campagnards », il se serait finalement installé dans une auberge à Bulle, avant d'entreprendre  deux ans plus tard un périple pédestre à travers l'Allemagne et la Forêt-Noire. Durant cette période de pérégrinations suisses, Max Buchon rencontre Felix Bovet  et aiguise son goût pour la culture populaire, suisse et alémanique.
Tiraillé entre la possibilité de voyager et de percer dans le domaine de la littérature à Paris à la suite des encouragements de Charles Magnin, Buchon préfère rejoindre les siens à Salins, notamment sa sœur laissée seule sous l'œil vigilant de l'ancien militaire et commencer une carrière journalistique.
Il est un adepte du fouriérisme et un des premiers représentants du socialisme. Entre 1848 et 1851, Buchon travailla à Salins comme rédacteur du journal Rouge. Il est deuxième adjoint au maire de Salins en 1848. Après le coup d'État de Louis-Napoléon, il est inquiété en tant que républicain et expulsé en Suisse, d'abord à Fribourg, puis à Berne. Il sollicite sa grâce en avril 1856 et l'obtient à la suite des interventions du sénateur Victor Tourangin.
Son ami d'enfance Gustave Courbet le place dans son tableau monumental de 1855, L'Atelier du peintre, et donne de lui un portrait (Musée de Vevey).
Buchon traduit aussi en français des œuvres de Jeremias Gotthelf, qu'il fait connaître en France. Sur la suggestion de son ami Champfleury, il publie dans L'Indépendant, un journal de Neuchâtel, une étude sur le réalisme.
Dans ses Scènes de la vie comtoise, il décrit les conditions de vie de la population franc-comtoise du XIXe siècle, restitue le travail et la vie quotidienne du petit peuple des vignerons, bûcherons, marchands de fromage, typographes… dans un langage à la fois savoureux et authentique, qui témoigne d'un profond amour de la province, de ses paysages et de ses gens.
Il meurt le 14 décembre 1869 à Salins.

## Publications
Poésie et romans
- Essais poétiques (1839), illustré par quatre dessins de Gustave Courbet[15]
- Le Val d'Héry (1848)
- trilogie romanesque composée en Suisse de 1851 à 1856 : 
  - Le Gouffre gourmand publié dans la Revue des deux Mondes (1854) ;
  - Le Fils de l'ex-maire (1857) ;
  - Le Matachin (1858)

Elle est réunie en 1858 sous le titre Scènes de la vie comtoise.
- Poésies franc-comtoises, tableaux domestiques et champêtres (1862 ; rééd. 1868)

Études franc-comtoises
- En Province, scènes franc-comtoises (1858)
- Salins-les-Bains, ses eaux minérales et ses environs (1862)
- Noëls et chants populaires de la Franche-Comté (1863)
- Les Fromageries franc-comtoises (1866)

Traductions
- Heinrich Heine, Theodor Körner et Ludwig Uhland : Poésies allemandes (1846)
- Berthold Auerbach et Johann Peter Hebel : Scènes villageoises de la Forêt-Noire (1853)
- Jeremias Gotthelf : Nouvelles bernoises (1854)
- Jeremias Gotthelf : Les joies et les souffrances d’un maître d’école (1859)[16]
- Johann Peter Hebel : Poésies complètes (1863)
- Johann Peter Hebel : Poésies allémaniques (1864)
- Jeremias Gotthelf : L'Âme et l'argent (1869)
- Jacob et Wilhelm Grimm : Contes populaires de l'Allemagne, recueillis par les frères Grimm (s. d.)